# Edoardo Goldaniga
Edoardo Goldaniga (Milano, 2 novembre 1993) è un calciatore italiano, difensore del Como.

## Biografia
Il nonno di Edoardo, Giacinto Goldaniga, ha giocato come attaccante nel Fanfulla e nel Genoa, esordendo in Serie A con la maglia dell'Atalanta. Il 19 febbraio 2016 a Soncino il padre Andrea rimane coinvolto in un incidente, in cui perde la vita.

## Caratteristiche tecniche
Fin dall'inizio della sua carriera è stato impiegato come difensore centrale, preferibilmente in una difesa a 4, anche se ha dimostrato di sapersi destreggiare senza eccessive difficoltà come elemento di centro e centro-destra in una difesa a 3. Raramente è stato utilizzato anche come terzino, sia in fascia destra che sinistra, con risultati però al di sotto delle aspettative visto che sull'esterno non riesce a sfruttare al meglio le proprie caratteristiche fisiche e tecniche.
Fisicamente ben strutturato, è un ottimo colpitore di testa, dotato di un grande senso della posizione che gli permette facilmente di arrivare in anticipo sugli attaccanti e di spezzare le manovre offensive degli avversari. Riesce inoltre a far pesare la sua bravura nel gioco aereo anche nella metà campo avversaria, rendendosi spesso pericoloso in occasione dei corner o delle punizioni laterali a favore della sua squadra. Oltre a queste doti di colpitore di testa e di lettura del gioco avversario, è dotato di una buona velocità di base, soprattutto per quanto riguarda la fase di allungo.

## Carriera

### Club

#### Gli inizi, Palermo
Goldaniga ha esordito in Serie D nel 2010 col Pizzighettone, squadra che dapprima l'aveva accolto nelle giovanili. Notato dal Palermo, dall’allora direttore generale Giorgio Perinetti, in una partita col club lombardo, è stato successivamente acquistato dalla squadra siciliana il 18 luglio 2012, per 120.000 euro. Nonostante sia stato aggregato nella rosa, non ha totalizzato alcuna presenza nella stagione 2012-2013 e in Coppa Italia. È stato spesso convocato quando il club era sotto la guida di Gian Piero Gasperini, ma al dunque è rimasto in panchina e quindi non ha debuttato in campo.
Il giocatore non verrà mai impiegato in una partita di campionato, sia sotto la guida tecnica di Gasperini, che di Giuseppe Sannino e di Alberto Malesani. Poco dopo il suo trasferimento ai rosanero si unisce quindi alle giovanili dell'omonima società, giocando così nella formazione Primavera.
Al termine della stagione - conclusasi con la retrocessione in Serie B - lascia le giovanili. Prende parte alla partita valida per il secondo turno di Coppa Italia contro la Cremonese, vinto 2-1 l’11 agosto 2013, quando il Palermo è stato allenato da Gennaro Gattuso, ma anche in questa partita il giocatore rimane in panchina.

#### Juventus e prestiti a Pisa e Perugia
Goldaniga, dopo la sua esperienza in rosanero conclusa soltanto tra Primavera e panchine, il 12 agosto, sempre del 2013, viene girato in prestito al Pisa, in Lega Pro Prima Divisione, per la stagione 2013-2014. Durante la sessione di calciomercato invernale, nel gennaio del 2014, metà del suo cartellino (il 50%) è stato acquistato dalla Juventus, in compartecipazione dal Palermo, che lo ha fatto rimanere al Pisa fino al termine della stagione. Successivamente, nell'estate seguente, è stato ceduto in prestito al Perugia, neopromosso in Serie B, nella stagione 2014-2015.
Il difensore ha preso parte anche ai play-off, sia con i toscani che con gli umbri, entrambi persi (il Pisa è stato sconfitto in semifinale dal Frosinone mentre in Serie B il Perugia è stato eliminato nel turno preliminare dal Pescara). I piemontesi, in seguito alla fine del campionato, cedono tutti i diritti sul giocatore nell'estate del 2015, nell'ambito dell'affare di Paulo Dybala. Seppur il cartellino di Goldaniga sia stato in parte anche dei bianconeri, non ha mai esordito con la maglia di tale squadra.

#### Ritorno al Palermo
Terminati i prestiti e risolta la compartecipazione a favore dei siciliani ritorna al Palermo. L'esordio in Serie A avviene il 30 agosto 2015, alla seconda giornata, in Udinese-Palermo 0-1 subentrando al 65' al posto di Andrea Rispoli. Il 22 novembre 2015 ha segnato la sua prima rete nella massima serie, alla quarta presenza (la prima da titolare), in Lazio-Palermo terminata sul punteggio di 1-1. Il 12 dicembre segna il suo secondo gol con i rosanero, sbloccando la partita contro il Frosinone poi vinta dal Palermo per 4-1.

#### Sassuolo
Il 29 luglio 2017 si trasferisce a titolo definitivo al Sassuolo, assieme al compagno di squadra - di ruolo portiere - Leonardo Marson. Costretto a fermarsi per un'ernia inguinale durante il mese di settembre, non riesce ad esordire in squadra sotto la gestione di Cristian Bucchi.
Il suo esordio con la maglia del Sassuolo è avvenuto il 29 novembre 2017, congiuntamente alla prima apparizione di Giuseppe Iachini, suo allenatore ai tempi rosanero, subentrato a Bucchi, giocando da titolare la partita contro il Bari, valida per il quarto turno di Coppa Italia e vinta per 2-1 dai neroverdi.
La prima presenza in Serie A con la formazione emiliana, invece, è arrivata domenica 3 dicembre, sempre da titolare, in un'inedita difesa a tre formata insieme ai compagni Cannavaro e Acerbi. La gara disputata è stata giocata al Franchi contro la Fiorentina ed è stata vinta per 3-0 dai viola. Il 10 dicembre successivo, alla seconda presenza di campionato, segna la sua prima rete in maglia neroverde, del momentaneo vantaggio 1-0, nella partita contro il Crotone; la partita è poi terminata 2-1 per il club emiliano. Il 27 gennaio 2018, nell'ultimo minuto di recupero del secondo tempo, alla sconfitta casalinga contro l'Atalanta per 0-3, ha rimediato la sua prima espulsione. Al termine della stagione contribuisce alla salvezza della compagine emiliana.

#### Frosinone e Genoa
Il 15 luglio 2018 si trasferisce ufficialmente in prestito al Frosinone neopromosso in Serie A. Esordisce con i ciociari il 12 agosto in Coppa Italia, nella partita casalinga col Südtirol, persa per 2-0. Segna il suo primo gol il 5 ottobre nella partita col Torino, persa per 3-2.
Al termine della stagione ritorna al Sassuolo, che il 2 settembre 2019 lo cede in prestito al Genoa. Dopo non avere trovato molto spazio con i liguri all'inizio, al rientro dopo il lockdown diviene titolare della retroguardia genoana  realizzando pure il suo primo gol con i rossoblù l'8 luglio 2020, siglando il momentaneo pareggio nella partita persa in casa col Napoli (1-2).
Il 16 settembre 2020 il prestito viene prolungato per un altro anno. Chiude l'esperienza rossoblù con 39 presenze totali ed una rete.

#### Ritorno al Sassuolo e Cagliari
Nell'estate del 2021 torna al Sassuolo con cui torna a giocare uno spezzone di gara, che sarà anche l'unico, il 17 ottobre, entrando all'ultimo minuto della partita pareggiata per 2-2 contro il Genoa.
Nel mercato invernale, il 12 gennaio 2022, si trasferisce a titolo definitivo al Cagliari, sottoscrivendo un contratto valido fino al 30 giugno 2024.
A fine stagione i sardi retrocedono in Serie B e lui viene confermato in rosa, tanto che il 13 agosto 2022, nella prima giornata del torneo, indossa per la prima volta la fascia da capitano al braccio nel pareggio esterno contro il Como (1-1). A fine anno i sardi ottengono la promozione in massima serie.
Conclude la sua esperienza in rossoblù con 49 presenze complessive.

#### Como
Il 28 gennaio 2024, Goldaniga viene acquistato a titolo definitivo dal Como, in Serie B, con cui firma un contratto valido fino al 30 giugno 2026, con opzione per un'ulteriore stagione. Il 27 febbraio seguente realizza la sua prima rete per i lariani aprendo le marcature nel successo per 3-0 nel derby in casa del Lecco.
Il 19 aprile 2025, torna al gol in serie A dopo 5 anni nella sfida in casa del Lecce, vinta per 3-0, realizzando la seconda rete del match.

### Nazionale
Dopo aver collezionato 3 presenze con la nazionale Under-20, nell'aprile 2014 il commissario tecnico della nazionale Under-21, Luigi Di Biagio, lo convoca per alcune amichevoli, facendolo debuttare nel giugno seguente contro il Montenegro.

## Statistiche

### Presenze e reti nei club
Statistiche aggiornate al 19 aprile 2025.
| Stagione             | Squadra              | Campionato           | Campionato | Campionato | Coppe nazionali | Coppe nazionali | Coppe nazionali | Coppe continentali | Coppe continentali | Coppe continentali | Altre coppe | Altre coppe | Altre coppe | Totale | Totale |
| Stagione             | Squadra              | Comp                 | Pres       | Reti       | Comp            | Pres            | Reti            | Comp               | Pres               | Reti               | Comp        | Pres        | Reti        | Pres   | Reti   |
| -------------------- | -------------------- | -------------------- | ---------- | ---------- | --------------- | --------------- | --------------- | ------------------ | ------------------ | ------------------ | ----------- | ----------- | ----------- | ------ | ------ |
| 2010-2011            | Pizzighettone        | D                    | 30         | 1          | CI-D            | -               | -               | -                  | -                  | -                  | -           | -           | -           | 30     | 1      |
| 2011-2012            | Pizzighettone        | D                    | 33+1       | 0          | CI-D            | -               | -               | -                  | -                  | -                  | -           | -           | -           | 34     | 0      |
| Totale Pizzighettone | Totale Pizzighettone | Totale Pizzighettone | 63+1       | 1          |                 | -               | -               |                    | -                  | -                  |             | -           | -           | 64     | 1      |
| 2012-2013            | Palermo              | A                    | 0          | 0          | CI              | 0               | 0               | -                  | -                  | -                  | -           | -           | -           | 0      | 0      |
| 2013-2014            | Pisa                 | 1D                   | 30+3       | 1+1        | CI-LP           | 0               | 0               | -                  | -                  | -                  | -           | -           | -           | 33     | 2      |
| 2014-2015            | Perugia              | B                    | 35+1       | 3+1        | CI              | 2               | 0               | -                  | -                  | -                  | -           | -           | -           | 38     | 4      |
| 2015-2016            | Palermo              | A                    | 17         | 2          | CI              | 0               | 0               | -                  | -                  | -                  | -           | -           | -           | 17     | 2      |
| 2016-2017            | Palermo              | A                    | 28         | 2          | CI              | 2               | 0               | -                  | -                  | -                  | -           | -           | -           | 30     | 2      |
| Totale Palermo       | Totale Palermo       | Totale Palermo       | 45         | 4          |                 | 2               | 0               |                    | -                  | -                  |             | -           | -           | 47     | 4      |
| 2017-2018            | Sassuolo             | A                    | 13         | 1          | CI              | 1               | 0               | -                  | -                  | -                  | -           | -           | -           | 14     | 1      |
| 2018-2019            | Frosinone            | A                    | 29         | 1          | CI              | 1               | 0               | -                  | -                  | -                  | -           | -           | -           | 30     | 1      |
| 2019-2020            | Genoa                | A                    | 13         | 1          | CI              | 1               | 0               | -                  | -                  | -                  | -           | -           | -           | 14     | 1      |
| 2020-2021            | Genoa                | A                    | 25         | 0          | CI              | 2               | 0               | -                  | -                  | -                  | -           | -           | -           | 27     | 0      |
| Totale Genoa         | Totale Genoa         | Totale Genoa         | 38         | 1          |                 | 3               | 0               |                    | -                  | -                  |             | -           | -           | 41     | 1      |
| 2021-gen. 2022       | Sassuolo             | A                    | 1          | 0          | CI              | -               | -               | -                  | -                  | -                  | -           | -           | -           | 1      | 0      |
| Totale Sassuolo      | Totale Sassuolo      | Totale Sassuolo      | 14         | 1          |                 | 1               | 0               |                    | -                  | -                  |             | -           | -           | 15     | 1      |
| gen.-giu. 2022       | Cagliari             | A                    | 11         | 0          | CI              | 1               | 0               | -                  | -                  | -                  | -           | -           | -           | 12     | 0      |
| 2022-2023            | Cagliari             | B                    | 18+4       | 0          | CI              | 1               | 0               | -                  | -                  | -                  | -           | -           | -           | 23     | 0      |
| 2023-gen. 2024       | Cagliari             | A                    | 13         | 0          | CI              | 1               | 0               | -                  | -                  | -                  | -           | -           | -           | 14     | 0      |
| Totale Cagliari      | Totale Cagliari      | Totale Cagliari      | 42+4       | 0          |                 | 3               | 0               |                    | -                  | -                  |             | -           | -           | 49     | 0      |
| gen.-giu. 2024       | Como                 | B                    | 16         | 2          | CI              | -               | -               | -                  | -                  | -                  | -           | -           | -           | 16     | 2      |
| 2024-2025            | Como                 | A                    | 28         | 1          | CI              | 1               | 0               | -                  | -                  | -                  | -           | -           | -           | 29     | 1      |
| Totale Como          | Totale Como          | Totale Como          | 44         | 3          |                 | 1               | 0               |                    | -                  | -                  |             | -           | -           | 45     | 3      |
| Totale carriera      | Totale carriera      | Totale carriera      | 340+9      | 15+2       |                 | 13              | 0               |                    | -                  | -                  |             | -           | -           | 362    | 17     |